# Andreas Lund Christiansen
Andreas Lund Christiansen er en dansk kajakpolospiller som spiller for Lokomotiv Skovshoved.
Andreas Lund Christiansen eller “LC” blandt fans havde sin ligadebut for talentholdet Skovshoved Dynamite i 2016 i en alder af blot 16 år. i sæsonen 17/18 blev han signet af Lokomotiv Skovshoved og har siden spillet som nummer 3 for det selv samme hold.
i 2020 debuterede han på herrelandsholdet. hvor han efterhånden har været førstemålmand ved flere store stævner.
Andreas Lund har haft mange store succeser i han landsholdstid, og senest har han fuldstændigt afgørende scoret ved VM i Saint Omer i golden goal mod Frankrig hvilket resulterede i en 5.plads for de danske herrer.
Udover den store præstation i Saint Omer er der flere store titler bag Andreas Lund Christiansen:
Liga 3. Plads 2020
Liga 2. Plads 2021
Liga 2. Plads 2022
ECA 1. Plads 2022
Deventer cup 1. Plads 2022
SCO 1. Plads 2022
SCO 2. Plads 2021
EM 1. Plads 2023
Dette er blot nogle af de bedrifter Andreas har præsteret over de seneste år
i 2023 havde LC sin debut hos det new zealandske hold "PNCC Expose" hvor han spillede i en kort periode. 
LC kom i 2023 også tilbage til Skovshoved Lokomotiv i 2023 hvor han stadig spillede i nummer 3.